# 막상막하
《막상막하》는 2002년 11월 25일부터 2002년 12월 2일까지 MBC에서 방영된 국방 홍보원 공동 제작드라마이다.

## 등장 인물

### 주요 인물
- 이훈 : 최장우(24세) 역 - 3소대 상병
- 성유리 : 이강현(24세) 역 - 3소대장 소위
- 윤태영 : 김태훈(25세) 역 - 2소대장 중위

### 주변 인물
- 서경석 : 변정식 역 - 3소대 병장
- 지상렬 : 박상철 역 - 3소대 일병 역
- 박인환 : 이 상사 역 - 이강현의 아버지
- 윤승원 : 연대장 역 - 대령
- 박광정 : 천광호 역 - 중대장 대위

### 그 외 인물
- 강래연 : 윤미경 역 - 2대대 본부중대 하사
- 정명환 : 서 중령 역 - 2대대장
- 윤영삼 : 이재원 역 - 3소대 이병
- 박재웅 : 민동구 역 - 사병식당 조리병, 병장
- 이한위 : 이순호 역 - 3소대 부소대장, 중사
- 백봉기 : 성대현 역 - 3소대 병장
- 이정호 : 오윤성 역 - 3소대 일병
- 조상기 : 박종규 역 - 3소대 상병
- 박민호
- 미상 : 이준영 역 - 3소대 이병
- 정한헌 : 주임원사 역 - 2대대
- 한희
- 최자혜
- 염재욱
- 오협
- 신동미
- 강보라